# Carpodacus waltoni
El camachuelo culirrosado (Carpodacus waltoni) es una especie de ave paseriforme de la familia Fringillidae propia del este de Himalaya y el oeste y centro de China.

## Taxonomía
Se reconocen dos subespecies:
- C. w. waltoni (Sharpe, 1905) - se encuentra en el sureste del Tíbet y noreste de la India;
- C. w. eos (Stresemann, 1930) - presente en las montañas del oeste y centro de China.

La subespecie waltoni anteriormente se incluía en Carpodacus davidianus, pero al trasferirla a la especie Carpodacus eos, a causa de los estudios genéticos, el término waltoni predominó por antigüedad como nombre final de la especie.

## Distribución y hábitat
Se encuentra en el Himalaya oriental y el este de la meseta tibetana y las montañas que la flanquean al este, llegando hasta el interior de China. Sus hábitat naturales son los bosques y matorrales de montaña.